# قطعنامه ۱۴۵۰ شورای امنیت
قطعنامه ۱۴۵۰ شورای امنیت سازمان ملل متحد که در تاریخ ۱۳ دسامبر ۲۰۰۲ تصویب شد، سندی بین‌المللی دربارهٔ تهدید صلح و امنیت بین‌المللی ناشی از اقدامات تروریستی است. این قطعنامه طی نشست ۴۶۶۷ام با ۱۴ رای موافق، ۱ مخالف و ۰ ممتنع تصویب شد.